# Hermann Junge
Hermann Junge (* 9. April 1841 in Hastedt; † 2. Januar 1924 in Bremerhaven) war ein deutscher Gewerkschafter und sozialdemokratischer Politiker.

## Biografie
Junge besuchte die Volksschule. Er war von Beruf Zigarrenarbeiter. 1865 trat er in den ADAV ein und 1867 in die Gewerkschaft. Zwischen 1884 und 1900 war er teilbesoldeter Vorsitzender im Hauptvorstand des freigewerkschaftlichen Tabakarbeiterverbandes. Junge war 1890/91 Vorsitzender der SPD in Bremen. Von 1892 bis 1912 besaß er eine eigene Rohtabakhandlung in Bremen. Danach lebte er als Privatier.
Politik
Zwischen 1893 und 1896 und von 1902 bis 1918 gehörte er für die SPD der Bremer Bürgerschaft an. Er kandidierte 1898 im Wahlkreis Hannover 6 (Syke – Hoya – Verden – Achim) erfolglos für den Reichstag. 1919/20 war er Alterspräsident der verfassungsgebenden Bremer Nationalversammlung.